# IT Holding
Die IT Holding war von 1982 bis 2009 ein italienischer Bekleidungskonzern mit Sitz in Pettoranello del Molise bei Isernia. In den 2000er Jahren produzierte er unter anderem für Modemarken wie Roberto Cavalli, John Galliano und Versace. 
Nach der Insolvenz bestand das einst zur Holding gehörende Produktionsunternehmen Ittierre SpA am gleichen Standort weiter, bis sein Nachfolgeunternehmen 2018 endgültig liquidiert wurde.

## IT Holding
Das 1982 von dem italienischen Textilunternehmer Tonino Perna (* 1947) gegründete Unternehmen IT Holding war von 1997 bis 2009 an der Mailänder Börse notiert. Anfang 2009 meldete der Konzern Insolvenz an. 2007 hatte die Holding mit damals über 1800 Mitarbeitenden einen Nettoumsatz von 637 Mio. Euro erzielt. Bis Frühjahr 2011 wurden die Eigenmarken und das Lizenzgeschäft des Unternehmens verkauft. Tonino Perna selbst wurde im Januar 2012 verhaftet, ihm wurde Insolvenzbetrug in Höhe von 61 Mio. Euro vorgeworfen.
Die IT Holding gliederte sich in den Zweig Produktion von Eigen- und Lizenzmarken unter dem Dach der Ittiere SpA, die auch die Betriebsführung hatte, sowie den Zweig Vertrieb unter dem Dach der niederländischen Gesellschaft IT Finance and Trading BV. Der Vertrieb erfolgte weltweit über 33 eigene Läden, rund 280 Franchise-Monomarken-Läden und etwa 6000 unabhängige gehobene Warenhäuser bzw. Modefachgeschäfte.

### Marken
Zu den Marken des Konzerns gehörten:
- Gianfranco Ferré (2002 erworben)
- Malo (Kaschmir-Strickware, 1999 erworben)
- Romeo Gigli (1999 erworben, 2004 weiterverkauft)
- Exté (jugendliche Mode, 1995 lancierte Eigenmarke)

In Lizenz hergestellt wurden u. a. die Labels:
- Just Cavalli (für Roberto Cavalli),
- galliano (für John Galliano),
- Ermanno (für Ermanno Scervino)
- C'N'C CoSTUME NATIONAL (für Costume National)

Von Anfang der 1990er bis 2009 produzierte Ittierre auch die Versace-Zweitlinien Versus (1989 bis 2005), VJC Versace Jeans Couture (1989 bis 2005), Versace Jeans Signature und Versace Sport (2005 bis 2009), bis Mitte der 1990er die Zweitlinien von Trussardi sowie von 1993 bis 2005 die Zweitlinie D&G für Dolce & Gabbana und weitere Labels anderer Modemarken.

### Konkurs und Verkauf
Im Februar 2009 meldete Ittierre SpA, als Teil der IT Holding, Konkurs an und operierte bis Mitte 2010 im Insolvenzverfahren weiter. Mitte 2010 wurden die Marken, die Ittierre gehörten (Gianfranco Ferré, das Kaschmir-Label Malo und die Eigenmarke Exté) sowie Ittierre selbst mit dem Lizenzgeschäft für Gianfranco Ferré (GF Ferré), Roberto Cavalli (Just Cavalli), John Galliano (galliano), Costume National (C'N'C CoSTUME NATIONAL) und Ermanno Scervino (Ermanno Ermanno Scervino) öffentlich versteigert. Die Produktion für die Lizenz-Eigentümer wurde während des Insolvenzverfahrens größtenteils fortgeführt. Die Marke Malo wurde im August 2010 von der italienischen Exa-Gruppe (Evanthe Srl) übernommen. Nach einem Ende 2010 geplatzten Deal mit einem Konsortium um die Samsung Group und die US-amerikanische Beteiligungsgesellschaft Prodos Capital, kündigte das Haus Gianfranco Ferré im Februar 2011 an, vom arabischen Lizenznehmer und Bekleidungs-Einzelhändler Paris Group aus Dubai übernommen zu werden. Die Eigenmarke Exté wurde eingestellt. Die Lizenz für Just Cavalli vergab Roberto Cavalli 2011 an Staff International.

## Ittierre SpA
Die Ittierre-Gruppe selbst ging Ende 2010 an die italienische Albisetti SpA. Im Jahr 2011 arbeiteten in der Firmenzentrale in Pettoranello del Molise ca. 600 Mitarbeitende; insgesamt beschäftigte die Firma ca. 3000 Menschen. Seit der Übernahme produzierte das Unternehmen Ittierre neben der Eigenmarke ACHT wieder in Lizenz die folgenden Modelinien:
- galliano – jugendliche Zweitlinie für Damen und Herren von John Galliano
- Ermanno – Ermanno Scervino (von 2010 bis 2012, vorzeitig beendet) – jugendliche Zweitlinie für Damen und Herren von Ermanno Scervino (2012 durch von Dressing SpA seit 2005 produzierte Zweitlinie Scervino Street ersetzt)
- CoSTUME NATIONAL (von 2011 bis 2013, vorzeitig beendet[8]) – Distributionslizenz für die von Costume National selbst gefertigte Hauptlinie für Damen und Herren
- C'N'C CoSTUME NATIONAL (Marke von Costume National Ende 2013 aufgelöst) – jugendliche Zweitlinie für Damen und Herren von Costume National
- GF Ferré – jugendliche Lizenzmarke für Damen und Herren des Hauses Gianfranco Ferré
- Pierre Balmain (von 2011 bis 2013, vorzeitig beendet) – jugendliche Zweitlinie für Damen und Herren des Hauses Balmain
- Fiorucci (ab 2011) – jugendliche Hauptlinie für Damen und zugleich einzige Modelinie von Fiorucci
- Karl Lagerfeld Paris (von 2011 bis 2013, vorzeitig beendet[8]) – Hauptlinie von Karl Lagerfeld für Damen und Herren
- Aquascutum (ab 2011) – Hauptlinie für Damen und Herren für Nahost, Russland und Europa außer Großbritannien[9]
- Tommy Hilfiger Collection (von 2012 bis 2013, vorzeitig beendet) – hochpreisige Laufsteg-Hauptlinie für Damen und Herren für Nordamerika, Europa, Asien[10]
- Guy Laroche (ab 2013) – Zweitlinien namens Guy Laroche Silver und Guy Laroche Daywear, jeweils für Damen und Herren

### Erneute Insolvenz
Ab Juni 2013 verlor Ittierre innerhalb weniger Monate nacheinander die Lizenzen für Costume National, Karl Lagerfeld, Tommy Hilfiger und Pierre Balmain von den jeweiligen Markeninhabern. Im Oktober 2013 stellte das Unternehmen aufgrund einer Schuldenlast von nahezu 90 Millionen Euro beim Amtsgericht von Isernia einen vorläufigen Insolvenz-Antrag. Im September 2013 waren Geschäftsräume von Ittierre durch die italienische Guardia di Finanza nach gefälschter Ware der Marken Ferré und Ermanno Scervino durchsucht worden. Ende 2013 wurde bekannt, dass sich Taff Kainth, Chef des britischen Mischkonzerns Sharetime Ltd., zu dem der Bekleidungsspezialist Turkswood Ltd. gehört, an Ittierre beteiligen wolle. Kainth zog sein Beteiligungsangebot im Januar 2014 jedoch zurück.

### OTI und Le Fabbricke Riunite
Ende August 2014 startete die liquidierte Ittierre mit dem neuen Eigentümer Antonio Rosati, dessen Mischkonzern Hdc Holding vom Insolvenzgericht in Isernia den Zuschlag bekommen hatte, neu. Unter dem neuen Firmennamen OTI (Officine Tessili Italiane) fertigte das Unternehmen zunächst mit 60 Mitarbeitenden der zuletzt ca. 700 Ittierre-Mitarbeitenden in Lizenz die Kollektionen für Rosatis Modemarke Lorenzo Riva. Weitere Lizenzvereinbarungen wurden mit den Modehäusern Gai Mattiolo und Gianfranco Ferré angekündigt. Rosati wurde im Oktober 2014 wegen Steuerhinterziehung festgenommen. 2015 übernahm Mario Galettis Mailänder Beteiligungsgesellschaft IKF OTI/Ittierre, nun unter dem neuen Namen Le Fabbriche Riunite. IKF ging jedoch ebenfalls im Dezember 2016 bankrott, so dass Ittierre im Juni 2017 die Produktion einstellte. 2020 erwarb Smaltimenti Sud, Teil der Valerio-Gruppe, die verbleibenden Immobilien und Maschinen.